# 会津若松市立城北小学校
会津若松市立城北小学校（あいづわかまつしりつ じょうほくしょうがっこう）は、福島県会津若松市城北町にある公立小学校。

## 沿革
- 1906年（明治39年） - 若松第二尋常小学校として開校[1]。
- 1941年（昭和16年） - 国民学校令により、若松市城北国民学校と改称[1]。
- 1947年（昭和22年） - 学制改革により、若松市立城北小学校と改称[1]。
- 1954年（昭和29年）12月 - 校歌制定[1]。
- 1955年（昭和30年）1月1日[2] - 合併による市名改称により、会津若松市立城北小学校と改称。
- 2002年（平成14年）4月1日 - 学校完全週5日制実施[2]。
- 2006年（平成18年）12月 - 創立百周年記念事業実施[1]。
- 2015年（平成27年） - 屋内運動場耐震補強・大規模改修工事実施[3]。
- 2020年（令和2年）9月 - 普通教室などにエアコン設置[2]。

## 通学区域と進学先中学校
出典

### 通学区域
- 石堂町（全域）
- 駅前町（全域）
- 扇町1丁目（1番地のみ）
- 扇町3丁目（1番・5番(1号～15号・26号・37号)・6番・15番(1号・2号・11号)・16番(1号～12号）・17番(1号～7号・23号～40号)）
- 大町1丁目（1番(33号～46号)・2番(5号～45号)・3番(5号～44号)・4番・5番・6番(5号～18号)・7番(5号～19号)）
- 大町2丁目（1番～13番・14番(2号～20)）
- 金川町（全域）
- 亀賀町1丁目（1番1号のみ）
- 神指町黒川（湯川東(173番～204番)）
- 城北町（全域）
- 中央2丁目（7番(5号～18号)）
- 中央3丁目（1番(8号～17号)・2番・3番(11号～32号)・4番～10番）
- 七日町（1番(13号～25号)・5番(27号～36号）・6番(20号～42号）・7番(21号～28号）・8番(20号～54号）・9番～14番）
- 西七日町（10番・12番～22番）
- 白虎1丁目（1番のみ）
- 白虎2丁目（1番(1号～18号・25号)・2番・3番(1号～7号)）
- 白虎町（190番～240番・305番～350番）
- 町北町石堂（全域）
- 町北町上荒久田（千畑(全域)・田村東甲(全域)・畑村東(全域)・古屋敷(全域)・宮下(全域)・村北(63番～151番・1296番・1278番2号）
- 町北町藤室（藤堂南）
- 町北町谷地（全域）

### 進学先中学校
- 会津若松市立第一中学校

## 学校周辺
- JR東日本只見線 - 線路は校地のすぐ北側を通るが、会津若松駅はやや離れている。
- 会津若松市城北コミュニティセンター - JR只見線の北側
- 学校法人東明 とうみょう子ども園 - 進学前こども園のひとつ。
- このほか、実成寺などの神社仏閣も点在。

## 交通
- 会津バス「大町一丁目」停留所下車後、
  - 若松駅前行のりばから、徒歩約540m・約8分。
  - 若松駅前発のりばから、徒歩約545m・約8分。
- JR会津若松駅より、
  - 徒歩約730m・約11分。
  - 上述の会津バスに乗車し、「大町一丁目」停留所下車後、徒歩。